# مزدیسنا در جمهوری آذربایجان
مزدیسنا در جمهوری آذربایجان به هزاره نخست پیش از میلاد یا پیش‌تر از آن بازمی‌گردد. این دین، دین غالب و رسمی ایران‌زمین پیش از اسلام بود. امروزه دین، فرهنگ و سنت‌های زرتشتی در جمهوری آذربایجان بسیار مورد احترام است و همچنین عید نوروز همچنان اصلی‌ترین عید در ایران، جمهوری آذربایجان و تمامی سرزمین‌های شاهنشاهی ایران باستان می‌باشد. دین زرتشتی تأثیر عمیقی در تاریخ این کشور گذاشته‌است بطوری که ده‌ها نشانه از این دین باقی مانده‌است. نشانه‌های دین زرتشت هنوز هم در مناطق سوراخانی، خینالیق و یانارداغ (کوه آتش) یافت می‌شوند.